# Stade Frederic Kibassa Maliba
Stade Frederic Kibassa Maliba – to wielofunkcyjny stadion w Lubumbashi w Demokratycznej Republice Konga. Jest obecnie używany głównie dla meczów piłki nożnej. Jest to domowa arena Tout Puissant Mazembe, kongijskiego profesjonalnego klubu piłki nożnej. Stadion ma pojemność 35 000 osób. Nowy stadion dla TP Mazembe jest obecnie w trakcie budowy i ma zostać otwarty w 2011 roku. Został nazwany na cześć Frédérica Kibassy Maliby, byłego Ministra Młodzieży i Sportu.